# Dorsa di 152830 Dinkinesh
Segue una lista dei dorsa presenti sulla superficie di 152830 Dinkinesh. La nomenclatura di 152830 Dinkinesh è regolata dall'Unione Astronomica Internazionale; la lista contiene solo formazioni esogeologiche ufficialmente riconosciute da tale istituzione.
I dorsa di Dinkinesh portano nomi associati agli aggettivi bella, meravigliosa, magnifica e simili espressa nei vari linguaggi dell'umanità, declinati al femminile in considerazione del nome attribuito al corpo celeste.
Sono tutti stati identificati durante il sorvolo ravvicinato della sonda Lucy, l'unica ad avere finora raggiunto Dinkinesh.

## Prospetto
| Dorsum       | Eponimo                                                  | Latitudine | Longitudine | Diametro |
| ------------ | -------------------------------------------------------- | ---------- | ----------- | -------- |
| Bella Dorsum | Bella - Parola in italiano per l'aggettivo "bella".      | 24,40° N   | 311,10° E   | 0,37 km  |
| Fab Dorsum   | Fabolous - Parola in inglese per l'aggettivo "favolosa". | 0° N       | 0° E        | 2,66 km  |